# Avitta taiwana
Avitta taiwana är en fjärilsart som beskrevs av Alfred Ernest Wileman 1915. Avitta taiwana ingår i släktet Avitta och familjen nattflyn. Inga underarter finns listade i Catalogue of Life.